# 満濃町

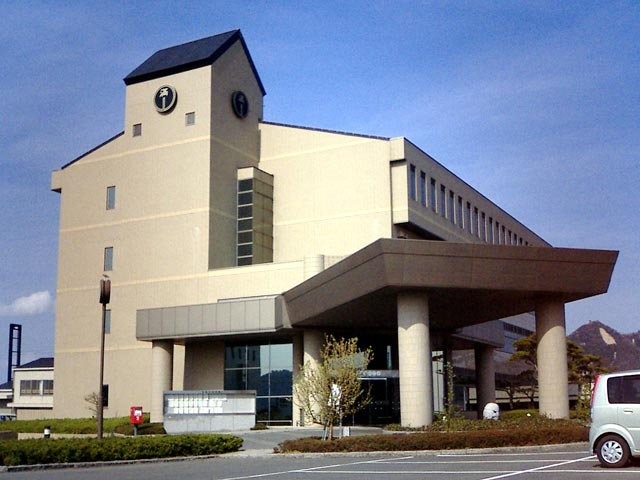
満濃町役場

満濃町（まんのうちょう）は、香川県にあった町。仲多度郡に属した。2006年3月20日、琴南町・仲南町と合併し、まんのう町となった。

## 地理
香川県の南西部、讃岐山脈の北麓に位置し、大小500余りのため池を有する農業の町。日本一のため池である満濃池を町内に持つ。
- 山：大高見峰、小高見峰、猫山、鷹丸山、城山、扇山、西山、中津山、如意山
- 池：満濃池、亀越池
- 川：土器川

## 歴史
- 1955年（昭和30年）4月1日 - 仲多度郡吉野村・神野村・四条村が合併し、満濃町が発足。
- 1955年（昭和30年）7月1日 - 高篠村を編入。
- 1956年（昭和31年）3月31日 - 大字五條（西地区）の一部が琴平町に編入。
- 1956年（昭和31年）9月30日 - 綾歌郡長炭村を編入。
- 1957年（昭和32年）10月10日 - 大字五條（東地区）の一部が琴平町に編入。
- 2006年（平成18年）3月20日 - 琴南町・仲南町と合併し、まんのう町を新設して消滅。

## 産業

### 特産品
- カリン
- 柿
- イチジク
- 苺
- 菊

## 教育

### 学校

#### 小学校
- 満濃町立高篠小学校
- 満濃町立四条小学校
- 満濃町立長炭小学校
- 満濃町立満濃南小学校

#### 中学校
- 満濃町立満濃中学校

## 交通

### 鉄道路線
- 高松琴平電気鉄道 琴平線：羽間駅
- 町内に土讃線が走っているが、途中駅はない。

### 道路
- 高速道路
  - 町内を走る高速道路：なし
- 一般国道
  - 町内を走る一般国道：国道32号、国道438号
- 県道
  - 主要地方道
    - 香川県道・徳島県道4号丸亀三好線
    - 香川県道46号長尾丸亀線
    - 香川県道47号岡田善通寺線

  - 一般県道
    - 香川県道190号炭所東琴平線
    - 香川県道197号財田満濃線（現、香川県道197号財田まんのう線）
    - 香川県道199号炭所西善通寺線
    - 香川県道200号満濃善通寺線（現、香川県道200号まんのう善通寺線）

## 名所・旧跡・観光スポット・祭事・催事
- 満濃池
- 香川県満濃池森林公園
- 国営讃岐まんのう公園
- かりん亭
- かりん会館
- かりん温泉
- ほたるみ公園
- 満濃うどんトライアングル 香川県道197号財田まんのう線と香川県道190号炭所東琴平線の交差点。かつて恐るべきさぬきうどんにて紹介された名店（小縣屋・長田うどん）ともう一店舗（柳生屋。現在は閉店して弟子の「よしのや」に）がトライアングル状に密集しているためにこのように呼称される。命名者は田尾和俊。

## 出身有名人
- 三原脩（野球監督）
- 鈴木義広（プロ野球選手）
- 山神明理（気象予報士）
- 寺嶋裕二（漫画家）

## その他
- 水の郷百選：豊かな心と活力あふれる水と文化のまち
- 日本の音風景100選：満濃池のゆるぬきとせせらぎ